# Marius Croitoru
Marius Croitoru (n. 2 octombrie 1980, Giurgiu, Ilfov, România) este un fotbalist român retras din activitate, care a jucat pe post de mijlocaș la echipe ca FCM Bacău, ACS Poli și Botoșani. După încheierea carierei, a devenit antrenor, și a antrenat, printre altele, Botoșani, FCU Craiova și Argeș.
În perioada 2019-2022, a antrenat echipa FC Botoșani. În iunie 2022, a semnat un contract pentru două sezoane cu FC U Craiova 1948. A părăsit echipa craioveană după doar patru luni, perioadă în care FCU Craiova a înregistrat în campionat 4 victorii, 3 remize și 6 înfrângeri. La 26 octombrie 2022, a ajuns la un acord cu FC Argeș pentru preluarea postului de antrenor al echipei din Trivale. După doar patru luni și jumătate, Croitoru și-a reziliat contractul cu FC Argeș, nereușind să scoată echipa din zona retrogradării.